# Meerbusch Challenger 2022
Il Meerbusch Challenger 2022 è stato un torneo maschile tennis professionistico. È stata la 9ª edizione del torneo, facente parte della categoria Challenger 80 nell'ambito dell'ATP Challenger Tour 2022, con un montepremi di 45 730 €. Si è svolto dall'8 al 14 agosto 2022 sui campi in terra rossa del TeReMeer Sport- & Tennis Resort Meerbusch di Meerbusch, in Germania.

## Partecipanti

### Teste di serie
| Nazionalità | Giocatore               | Ranking* | Testa di serie |
| ----------- | ----------------------- | -------- | -------------- |
| Spagna      | Bernabé Zapata Miralles | 89       | 1              |
| Italia      | Franco Agamenone        | 108      | 2              |
| Germania    | Jan-Lennard Struff      | 123      | 3              |
| Germania    | Yannick Hanfmann        | 139      | 4              |
| Austria     | Jurij Rodionov          | 143      | 5              |
| Francia     | Geoffrey Blancaneaux    | 151      | 6              |
| Germania    | Mats Moraing            | 152      | 7              |
| Germania    | Maximilian Marterer     | 154      | 8              |

* Ranking al 1º agosto 2022.

### Altri partecipanti
I seguenti giocatori hanno ricevuto una wild card per il tabellone principale:
- Marko Topo
- Kimmer Coppejans
- Rudolf Molleker

Il seguente giocatore è entrato in tabellone con il ranking protetto:
- Sumit Nagal

I seguenti giocatori sono entrati in tabellone come alternate:
- Dan Added
- Vitaliy Sachko
- Henri Squire

I seguenti giocatori sono passati dalle qualificazioni:
- Carlos Lopez Montagud
- Max Hans Rehberg
- Aleksej Vatutin
- Adrian Andreev
- Clement Tabur
- Lucas Gerch

Il seguente giocatore è entrato in tabellone come lucky loser:
- Nikola Milojević

## Campioni

### Singolare
Bernabé Zapata Miralles ha sconfitto in finale  Dennis Novak con il punteggio di 6–1, 6–2.

### Doppio
David Pel /  Szymon Walków hanno sconfitto in finale  Neil Oberleitner /  Philipp Oswald con il punteggio di 7–5, 6–1.